# Besleria delvillari
Besleria delvillari är en tvåhjärtbladig växtart som beskrevs av José Cuatrecasas. Besleria delvillari ingår i släktet Besleria och familjen Gesneriaceae. Inga underarter finns listade i Catalogue of Life.